# Gastrophryne
Gastrophryne é um gênero de anfíbios da família Microhylidae.

## Taxonomia
As seguintes espécies são reconhecidas:
- Gastrophryne carolinensis (Holbrook, 1835)
- Gastrophryne elegans (Boulenger, 1882)
- Gastrophryne mazatlanensis (Taylor, 1943)
- Gastrophryne olivacea (Hallowell, 1856)

Duas espécies, Gastrophryne pictiventris (Cope, 1886) e Gastrophryne usta (Cope, 1866) foram transferidas para o gênero Hypopachus, em consequência da parafilia do Gastrophryne.